# اسکار (اوکلاهما)
اسکار (به انگلیسی: Oscar) یک منطقهٔ مسکونی در ایالات متحده آمریکا است که در شهرستان جفرسون، اکلاهما واقع شده‌است.